# Club Deportivo Recypler Fútbol Sala
El Club Deportivo Recypler Fútbol Sala (más conocido durante los últimos años como Candesa Camargo por motivos de patrocinio) fue un club dedicado a la práctica del fútbol sala del municipio cántabro de Camargo. Su sede estaba en la localidad de Muriedas (Cantabria, España).

## Historia
El Candesa Camargo se fundó en 1985, comenzando su andadura en las categorías regionales del fútbol sala cántabro, para poco a poco ir escalando categorías hasta alcanzar la División de Plata del fútbol sala español. Ya en esta categoría intentó repetidas veces dar el salto hasta la máxima categoría, disputando tres play-offs de ascenso, pero en los tres se quedó a las puertas. Después de unos años comenzó el declive deportivo, con el descenso a la tercera categoría nacional, y su posterior desaparición.

## Uniforme
El club utilizaba los colores blanco y azul en la camiseta, con pantalón blanco y medias azules como primer uniforme. Como segundo uniforme utilizó la última temporada el naranja y azul en la camiseta, con pantalón naranja y medias azules.
En sus inicios sin embargo utilizó los colores blanco y verde en la camiseta (con pantalón y medias blancas) en el primer uniforme, y camiseta verde y blanca, con pantalón negro y medias verdes como segunda equipación.

## Pabellón
El Recypler jugaba sus partidos como local en el Pabellón Municipal Pedro Velarde de Muriedas (Cantabria); sin embargo, las primeras temporadas jugó como local en el Pabellón Municipal de Revilla de Camargo.

## Resumen de temporadas
- División de Plata: 11 (1993-94 a 2001-02, 2003-04 a 2005-06)
- Primera Nacional A: 6 (1992-93, 2002-03, 2004-05, 2006-07 a 2008-09)
- Primera Nacional B: 1 (1991-92)
- Regional Preferente: 4 (1987-88 a 1990-91)
- Primera Regional: 2 (1985-86 a 1986-87)

Campeón de grupo en la División de Plata (1995-96); tres liguillas de ascenso a División de Honor disputadas (1993-94, 1995-96 y 1999-2000).